# مالكيات
مالكيات (الاسم العلمي: Malikia) هي جنس من البكتيريا، سلبية الغرام، تتبع الكوماموناسيات.